# Delhi (Colorado)
Delhi è una comunità non incorporata della contea di Las Animas, Colorado, Stati Uniti. L'ufficio postale a Model (ZIP code 81059) ora serve gli indirizzi postali di Delhi.
Nel 1973 venne girata a Delhi una scena del film La rabbia giovane in cui Martin Sheen rifornisce il veicolo rubato che sta guidando in una stazione di servizio prima di fuggire quando vede uno sceriffo.